# Broticosia rapax
Broticosia rapax là một loài ruồi trong họ Asilidae. Broticosia rapax được Hull miêu tả năm 1958. Loài này phân bố ở miền Australasia.